# アラン・マレリー
アラン・パトリック・マレリー MBE（Alan Patrick Mullery MBE, 1941年11月23日 - ）は、ロンドン・ケンジントン・アンド・チェルシー区・ノッティング・ヒル出身の元サッカー選手、サッカー指導者。元サッカーイングランド代表。ポジションはミッドフィールダー。

## クラブ経歴
1958年にフラムFCでプロキャリアをスタートさせると、1964年までにリーグ199試合に出場し、チームの主力として活躍。1964年にビル・ニコルソン率いるトッテナム・ホットスパーFCへ移籍した。
1966-67シーズンのFAカップ決勝でチェルシーFCを破り、優勝に貢献。また1970-71シーズンのリーグカップ優勝、1971-72シーズンのUEFAカップ優勝にはキャプテンとして貢献した。
1972年にフラムへ復帰。1974-75シーズンにはFAカップ決勝進出に貢献するが、決勝でウェストハム・ユナイテッドFCに敗れた。

## 代表経歴
1964年からアルフ・ラムゼイ率いるサッカーイングランド代表に招集されたが、イングランド代表が初優勝を果たした1966 FIFAワールドカップのメンバーには選ばれなかった。
1968年、UEFA欧州選手権1968の代表メンバーに選ばれる。準決勝のサッカーユーゴスラビア代表との試合では相手選手にファウルを犯し、退場した。イングランドフル代表のAマッチで退場させられた初めての選手となった。
1970 FIFAワールドカップの代表メンバーにも選ばれた。前回大会で優勝していたイングランド代表には連覇が期待されていたが、準々決勝にて西ドイツ代表に敗れた。この試合で先制ゴールを決めたのが代表キャリアで唯一の得点だった。この大会では全4試合に出場した。

## 監督経歴
1976年にブライトン・アンド・ホーヴ・アルビオンFCの監督に就任。就任当初3部リーグ所属だったクラブを史上初の1部リーグ昇格に導いた。
その後チャールトン・アスレティックFCの監督を経て、1982年にクリスタル・パレスFCの監督に就任した。就任当初からサポーターからは不評だった。この理由は、クリスタル・パレスのライバルクラブであるブライトンの監督時代にFAカップでのダービーマッチで敗戦し、疑惑の判定で敗戦したマレリーがパレスのサポーターに対して暴言を吐いたことがあったからである。またこの試合後には、当時のパレスの監督であり、選手時代にはトッテナム・ホットスパーFCでチームメイトだったテリー・ヴェナブルズにも暴言を吐いたとされる。
結局クリスタル・パレスでは2年間監督を務めた後、1984年にヴェナブルズの後任としてクイーンズ・パーク・レンジャーズFCの監督に就任した。1984-85シーズンはUEFAカップに出場し、2回戦でパルチザン・ベオグラードと対戦。ホームで6-2と大勝したが、アウェイで4-0で敗戦し、アウェイゴール差で敗退した。QPRでは就任して半年の期間指揮したのみに終わった。
1986-87シーズンにブライトンの監督に復帰。しかし1987年1月に解任された。1990年にはマレーシアのATM FAで指揮を取った。その後1996年にはバーネットFCの監督に就任した。

## その他
2015年にイングランドサッカー殿堂に選ばれた。

## タイトル
トッテナム
- FAカップ:1966-67
- FAチャリティ・シールド:1967
- リーグカップ:1970-71
- UEFAカップ:1971-72